# Государство Палестина на Олимпийских играх
Команда Палестинской национальной администрации (ПНА) / частично признанного Государства Палестина впервые приняла участие в Олимпийских играх в 1996 году. С тех пор она участвовала во всех летних Олимпийских играх. ПНА никогда не принимала участие в зимних Олимпийских играх.
По состоянию на 2024 год, спортсмены ПНА не завоевали ни одной Олимпийской медали. 
Национальный олимпийский комитет подмандатной Палестины был основан в 1931—1933 гг.  как «Олимпийский комитет Эрец-Исраэль» и зарегистрирован в МОК в 1934 году. 
В последующие годы команды «Эрец Исраэль» приняли участие в азиатских играх в Нью-Дели и в женских играх в Лондоне. В 1936 году команда «Эрец Исраэль» была приглашена участвовать в Берлинской олимпиаде, но отказалась от участия в ней из-за событий в нацистской Германии.
Национальный Олимпийский комитет ПНА был признан международным Олимпийским комитетом в 1995 году.

## Медали на летних Олимпийских играх
| Игры                | Золото | Серебро | Бронза | Всего |
| ------------------- | ------ | ------- | ------ | ----- |
| 1996 Атланта        | 0      | 0       | 0      | 0     |
| 2000 Сидней         | 0      | 0       | 0      | 0     |
| 2004 Афины          | 0      | 0       | 0      | 0     |
| 2008 Пекин          | 0      | 0       | 0      | 0     |
| 2012 Лондон         | 0      | 0       | 0      | 0     |
| 2016 Рио-де-Жанейро | 0      | 0       | 0      | 0     |
| 2020 Токио          | 0      | 0       | 0      | 0     |
| Итого               | 0      | 0       | 0      | 0     |